# HMS Djärv (82)
HMS Djärv (82) är en spanbåt i svenska marinen av Djärv-klass. Hon levererades till Gotlands kustartilleriregemente (KA 3) år 1993 som bevakningsbåt 82 av Tapper-klass. 2015 togs det ett beslut att bygga om sex bevakningsbåtar till en ny fartygsklass, spanbåt typ Djärv. Anledningen var Försvarsmaktens behov av att återta förmågan, vilken tidigare fanns hos hydrofonbojfartyg av Ejdern-klass, att använda passiva sonarbojar för underrättelseinhämtning i skärgårds- och kustnära områden.